# Blue Streak (coet)

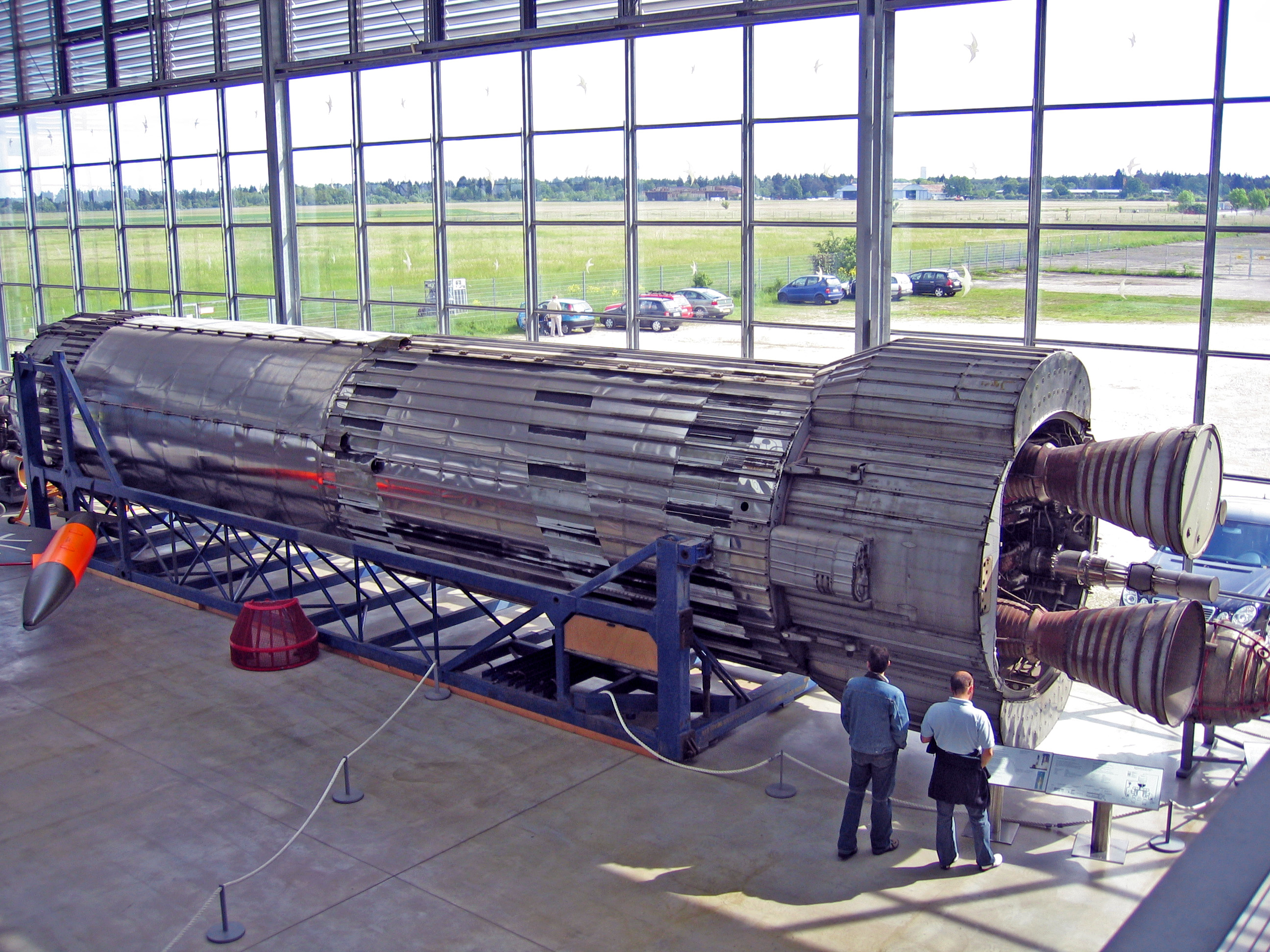
L'etapa Blue Streak del coet Europa

El Blue Streak fou un míssil balístic britànic el desenvolupament del qual fou abandonat el 1960 i es va convertir en la primera etapa del vehicle de llançament Europa.

## Història

### Creació d'un míssil balístic
El 1954, els nord-americans i els britànics van decidir cooperar en el desenvolupament de míssils balístics. Sota aquest acord els britànics desenvoluparen un míssil balístic de curt abast (2500 km) d'una sola etapa, el Blue Streak, capaç de portar arsenal nuclear. L'empresa de Havilland fou la responsable de desenvolupar-lo i l'empresa Rolls Royce desenvolupà el motor de coet sota una llicència del fabricant dels EUA Rocketdyne.Però els nord-americans violaren els termes de l'acord amb l'inici de la producció de míssils balístics, els míssils Atles i Thor. Després d'intentar millorar la tecnologia del Blue Streak per arribar al rang dels 4000 km el govern britànic va decidir el 1960 abandonar el desenvolupament d'un míssil que no podia donar resposta, per la seva tecnologia, a un atac nuclear sorpresa.
El Blue Streak utilitzava combustibles líquids (60 tones de LOX i més de 20 tones de querosè) cosa que feia que omplir els tancs requeris massa temps. Els britànics finalment van comprar míssils nord-americans Polaris.

### Reconversió en un coet
El 1960, la comunitat científica europea demana la creació d'un programa europeu d'espai científic impulsat per un organisme similar al CERN. Els britànics, que havien aturat el desenvolupament de míssils balístics, a continuació, van proposar desenvolupar un llançador espacial basat en el Blue Streak i en segon coet projecte - el Black Knight. Per als britànics el propòsit principal fou amortitzar el cost de Blue Streak (56 milions de lliures esterlines). El gener de 1961 General de Gaulle, dona el seu suport, en contra del consell dels seus assessors, per desenvolupar un coet de tres etapes europeu, anomenat Europa, usant la primera etapa de Blue Streak
A principis de 1962, sis països europeus van decidir crear l'European Launcher Development Organisation (ELDO, Organització Europea per al Desenvolupament de Llançadores) per al desenvolupament del llançador Europa. L'evolució es comparteixen entre els països membres: la segona etapa fou de disseny francès, la tercera etapa fou desenvolupada per Alemanya, mentre que Itàlia, Bèlgica i els Països Baixos desenvoluparen les estacions de guiatge i telemetria i també el desenvolupament d'un satèl·lit.
L'etapa Blue Streak fou utilitzat en 11 llançaments del coet Europa sense cap error. Però problemes de disseny de les altres etapes i la falta de cooperació entre els pisos que desenvolupaven el coet Europa no van permetre posar en òrbita un satèl·lit. L'últim coet d'Europa va ser llançat des del port Espacial Europeu de Kourou al novembre de 1971.